# キジョラン
キジョラン（鬼女蘭、学名:Marsdenia tomentosa Morr. et Decne.）は、キョウチクトウ科（旧分類ではガガイモ科）キジョラン属に属するつる性の多年草の1種。有毒。

## 特徴
木質になるつる植物。葉は対生し、卵円形で大きく、基部は円脚か浅い心脚、全体としてはややハート形に近くなる。葉の表面は深緑で、無毛、少しつやがある。花は葉腋から出て、2-3cmの短い柄の先に散形の花序をつける。個々の花は白で、径約4mm。花期は、8-11月。花に対して果実は大きく、楕円形で長さ13-15cmになり、つるからぶらさがる。キジョランの実は冬が近づくと、はじけて中から綿毛が飛び出す。和名は、その綿毛の白毛を鬼女の髪に見立てたことに由来する。

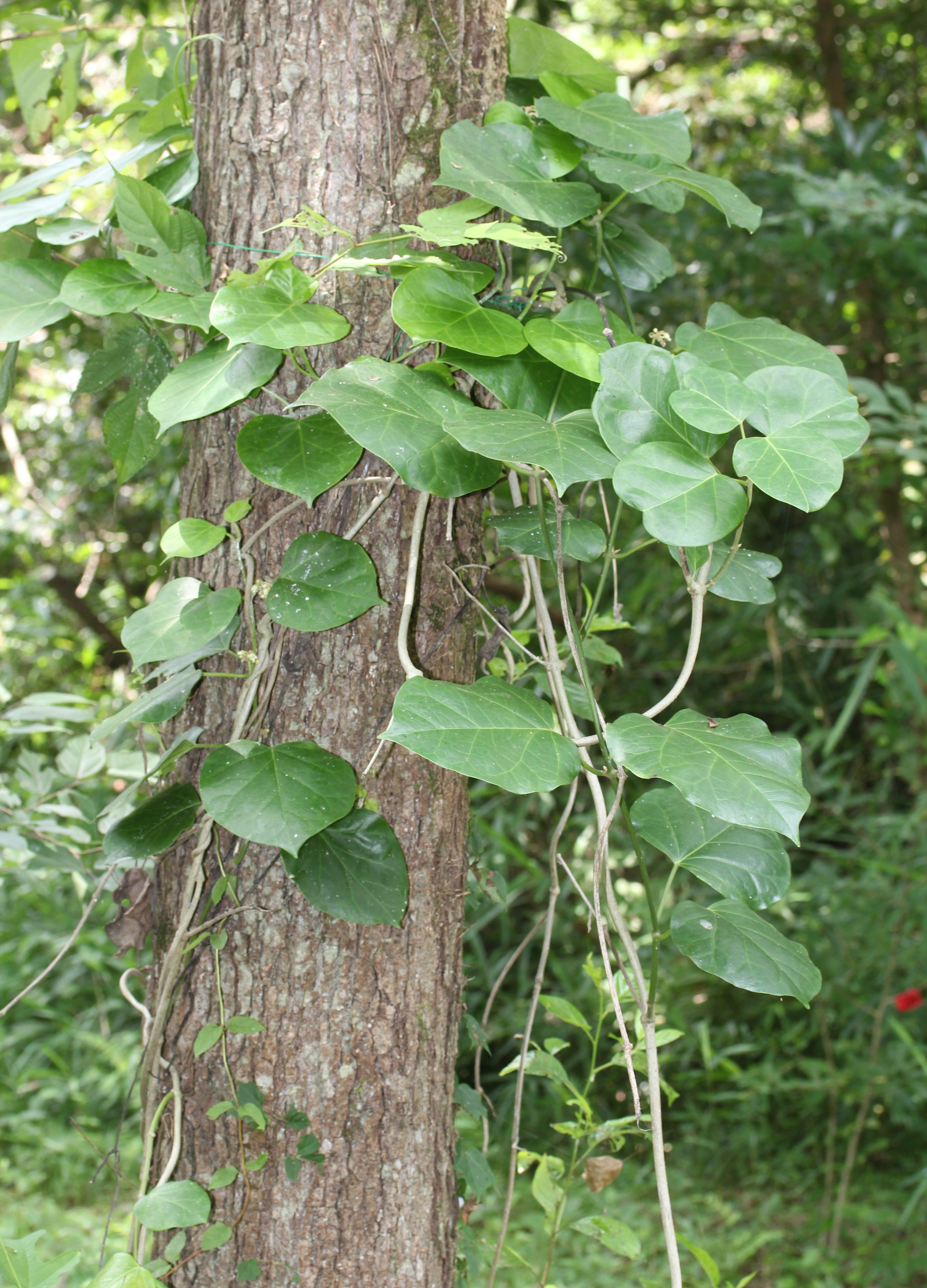
つるを伸ばした外観
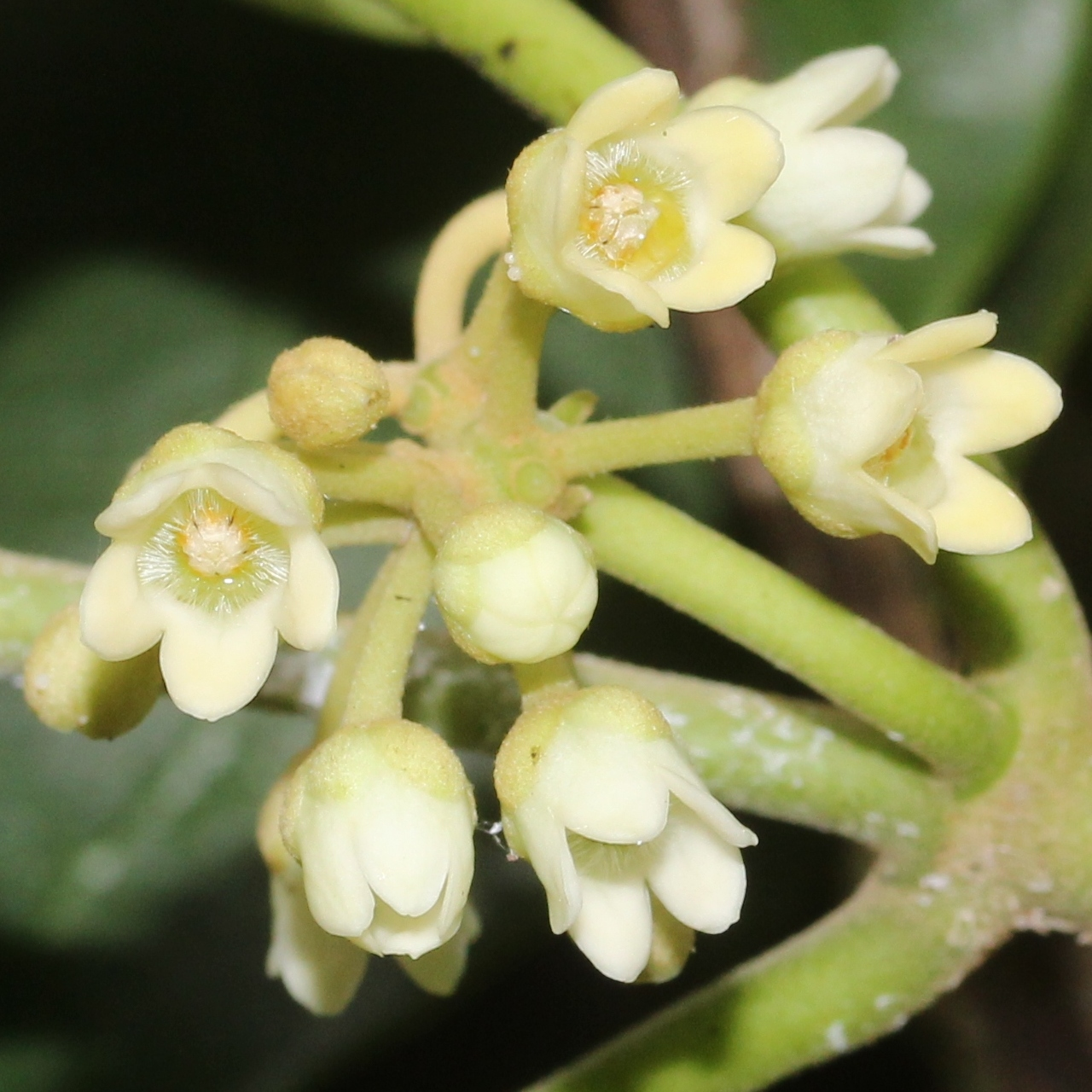
花の細部
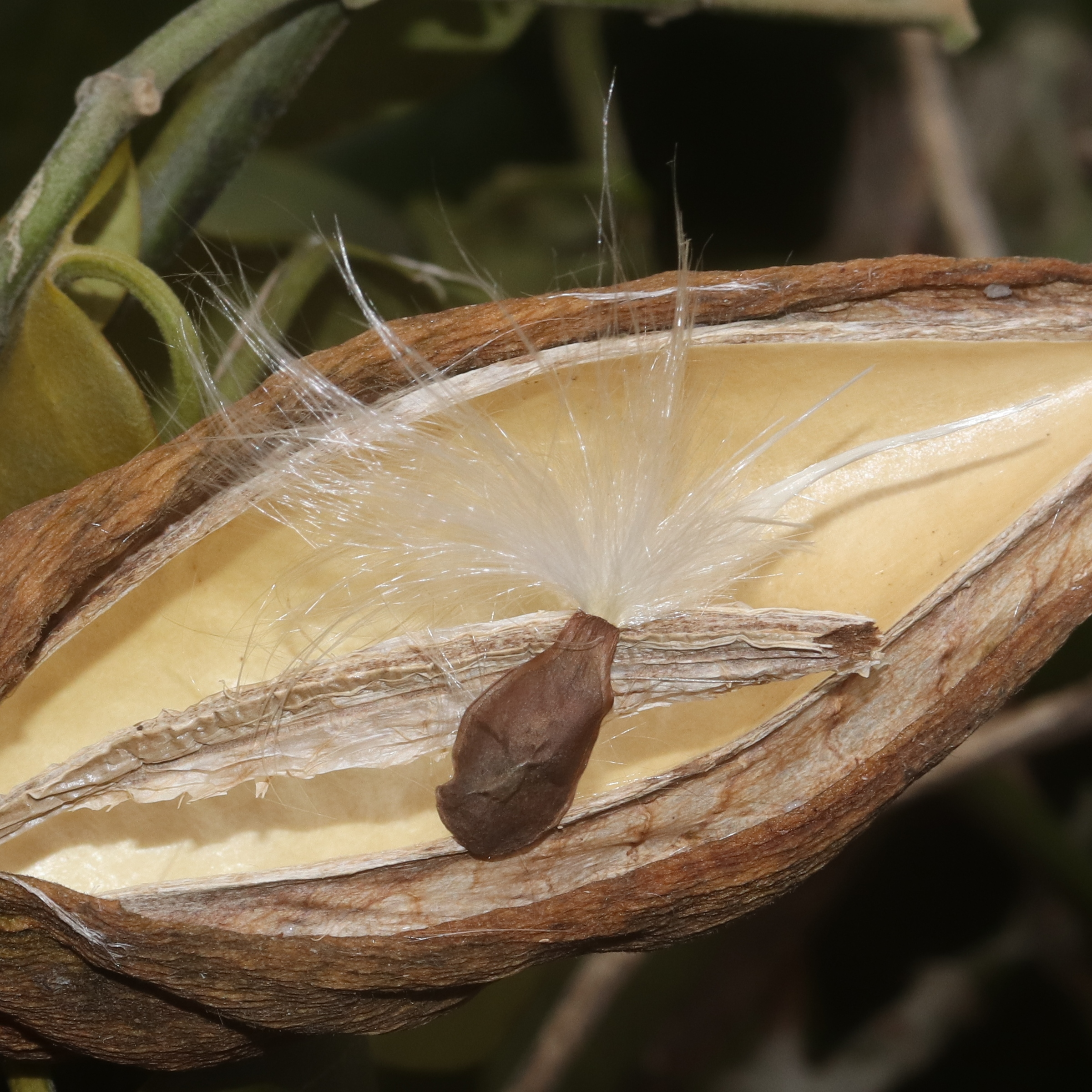
果実と種子の綿毛

## 分布と生育環境
朝鮮半島南部と日本に分布する。日本では関東以西の本州、四国、九州、沖縄に分布する。

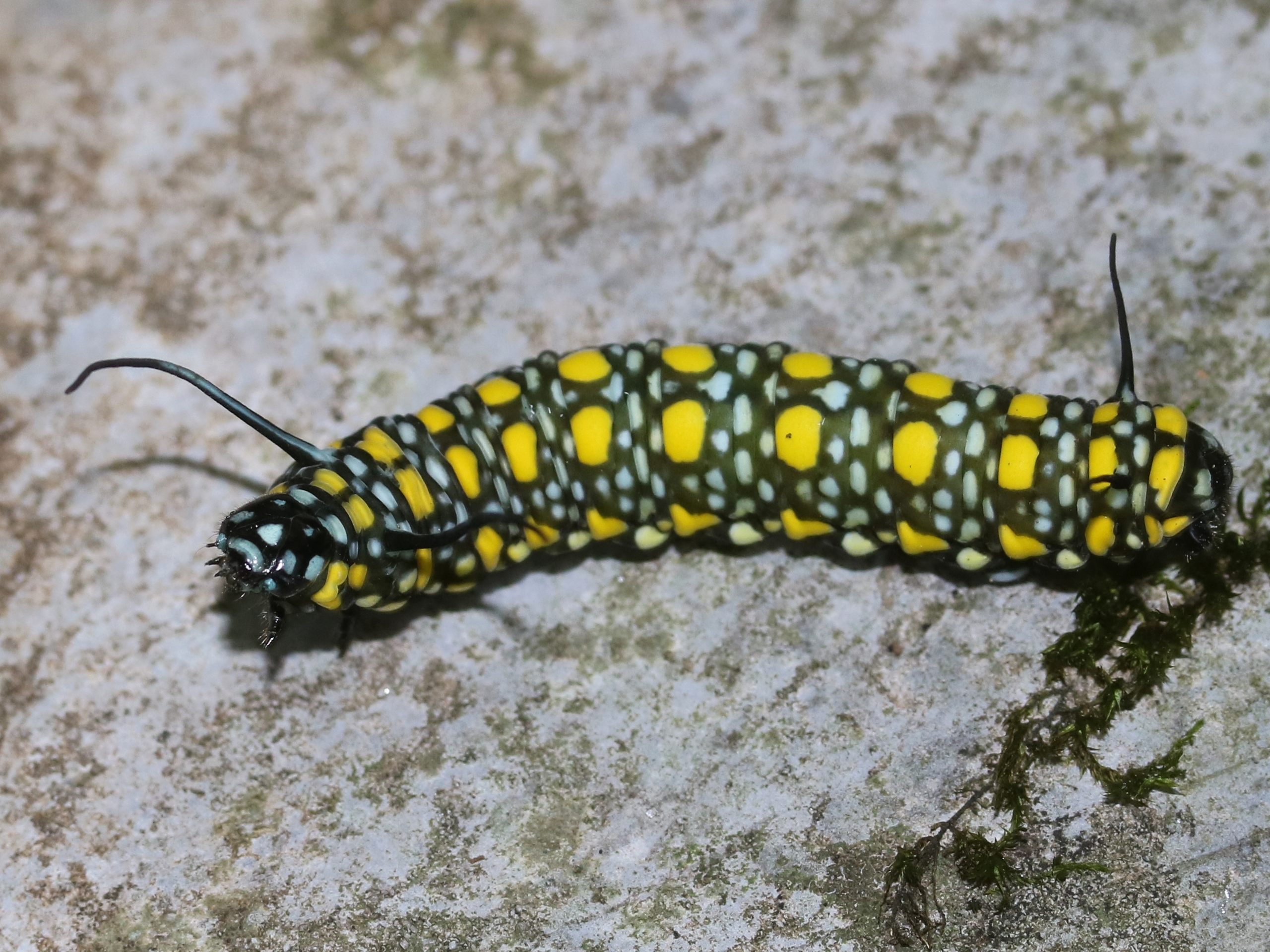
食草としているアサギマダラの幼虫

照葉樹林の林内から林縁に生え、木にも登るが、樹冠を覆うような生え方はしない。長距離移動することで知られているチョウのアサギマダラの幼虫の食草とされ、卵が産み付けられる。

## 類似種等
同属のソメモノカズラは琉球列島から中国南部に生えるが、葉が細長いので混同することはない。むしろ同じ旧ガガイモ科で丸い葉をつけるイケマやシタキソウなどがやや似ている。同様につるになる丸い葉の植物にはツヅラフジ科のものがあるが、そちらは葉が互生するので区別しやすい。